# 651

## Събития
- Сасанидското царство е окончателно унищожено от арабите